# Tribunal de Justiça (Brasil)
O Tribunal de Justiça (TJ), no sistema jurídico brasileiro, é um órgão colegiado constituído de juízes de segunda instância, denominados "desembargadores".

## História

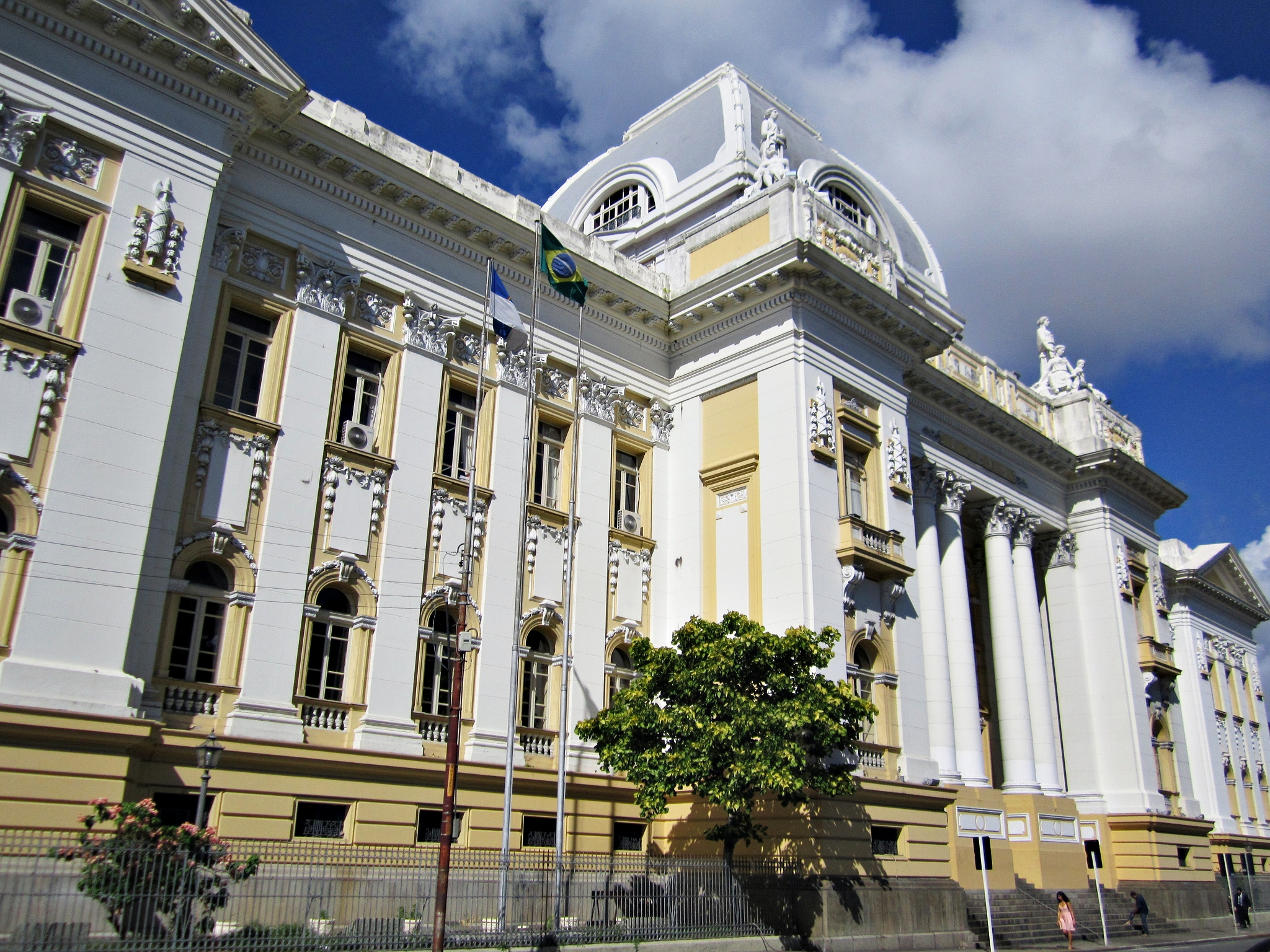
Tribunal de Justiça de Pernambuco, no Recife.

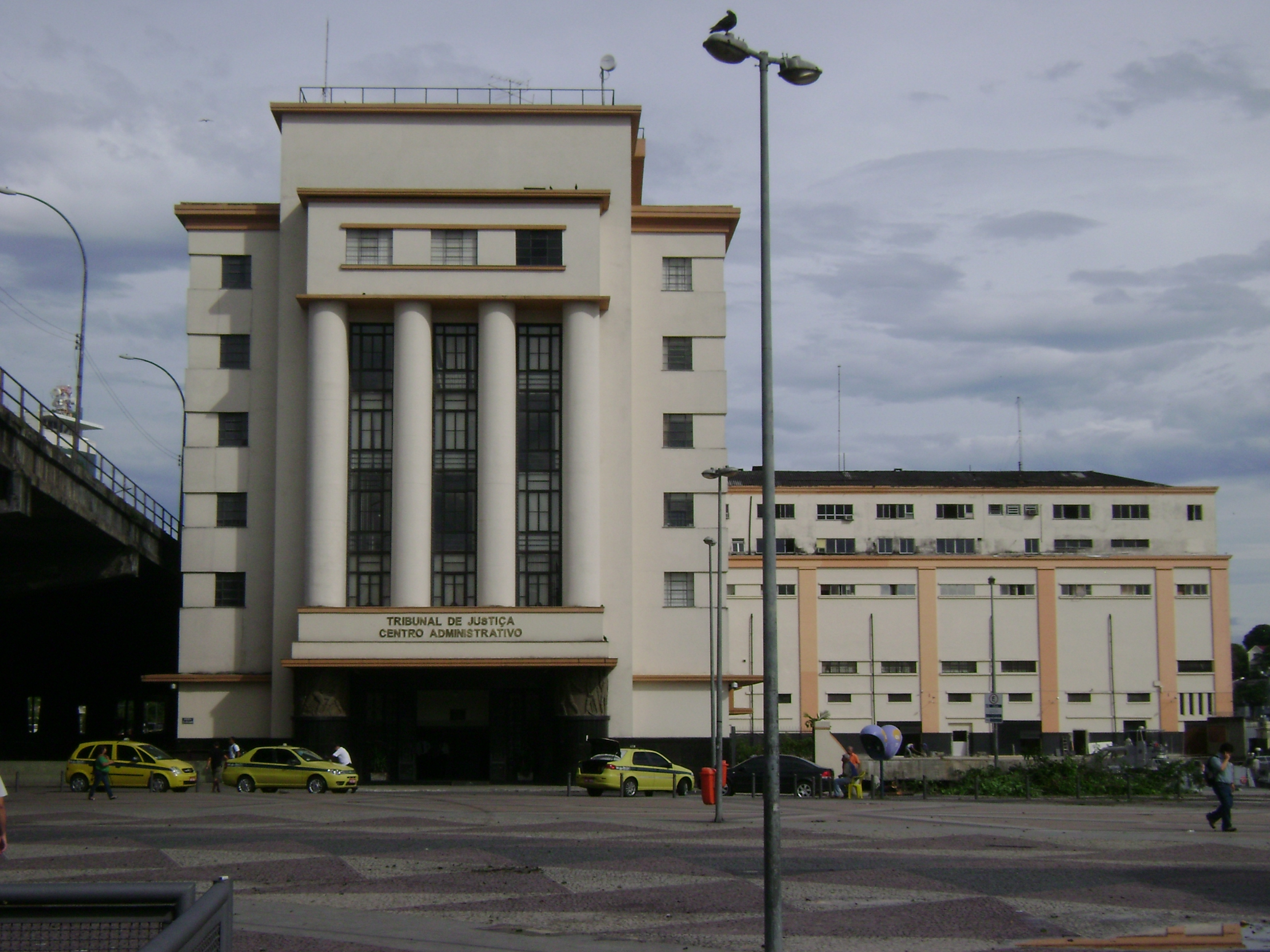
Centro Administrativo do Tribunal de Justiça do Estado do Rio de Janeiro, na capital fluminense.

Na época das capitanias hereditárias a distribuição de justiça era uma das funções do capitão-donatário, que reunia as atribuições de administrador, juiz e chefe militar.
Com a implantação do sistema de governos-gerais em 1548 o governador-geral passou a ser assessorado pelo ouvidor-geral nos assuntos relativos a justiça, tendo sido instalado o primeiro tribunal no país em 1609, com sede na Bahia, denominando-se "Tribunal da Relação do Estado do Brasil".
Mais de um século depois, em 1751, foi criado o Tribunal da Relação do Rio de Janeiro, tendo por jurisdição todo o território ao sul da colônia, compreendendo inicialmente 13 comarcas. Tinha ao todo dez desembargadores, sendo presidida pelo governador da capitania, valendo mencionar que, em 1763, a sede do Governo-Geral é transferida de Salvador para o Rio de Janeiro.
Com a transferência da corte portuguesa para o Brasil, em 1808, a Relação do Rio de Janeiro passou a ser a Casa da Suplicação do Brasil, pois tornou-se inviável a remessa dos agravos ordinários e das apelações para a Casa da Suplicação de Lisboa, funcionando então o novo órgão como um tribunal de terceira e última instância.
No ano de 1828, seis anos após a proclamação da independência, em cumprimento ao no artigo 163 da Constituição de 1824, foi extinta a Casa da Suplicação devido à criação do Supremo Tribunal de Justiça, retornando então à condição de tribunal local. Com o decorrer dos anos, foram criados novos Tribunais da Relação nas províncias dos Império.
Somente com a proclamação da República, em 1889, foi então criada, distintamente, a Justiça em cada unidade da federação no Brasil. Naquela época, cada estado tinha a prerrogativa de nomear seus tribunais como bem entendessem.
Em 1934, com a promulgação da nova constituição, os tribunais estaduais passaram a chamar-se, obrigatoriamente, Corte de Apelação e, em 1937, Tribunal de apelação.
Com a promulgação da Constituição de 1946, foi dada uma nova nomenclatura aos tribunais estaduais, que, finalmente, passaram a denominar-se Tribunais de Justiça, o que foi mantido pela atual Carta Magna, que é a Constituição Federal de 1988.

## Estrutura de organização
O Tribunal de Justiça poderá funcionar descentralizadamente, constituindo Câmaras regionais, a fim de assegurar o pleno acesso do jurisdicionado à justiça em todas as fases do processo, e competente para julgar os recursos das decisões de primeira instância e as causas originárias que lhe são reservadas por lei.
Os tribunais, pela maioria dos seus membros efetivos, por votação secreta, elegerão dentre seus juízes mais antigos, os titulares dos cargos de direção, com mandato por dois anos, proibida a reeleição.
Aos advogados e membros do Ministério Público é reservado um quinto das vagas do TJ (chamado "Quinto Constitucional"), com jurisdição comum.

### Conselho de Magistratura
Haverá nos Tribunais de Justiça um Conselho da Magistratura, com função disciplinar, do qual serão membros natos o presidente, o primeiro vice-presidente, o segundo vice-presidente e o corregedor, não devendo, tanto quanto possível, seus demais integrantes ser escolhidos dentre os outros do respectivo órgão especial, onde houver. A composição, a competência e o funcionamento desse Conselho, que terá como órgão superior o Tribunal Pleno ou o órgão especial, serão estabelecidos no Regimento Interno de cada tribunal. 

### Corregedoria de Justiça
A Corregedoria Geral de Justiça é o órgão fiscalizador e normatizador dos procedimentos técnico-operacionais do Judiciário. O Corregedor tem a função de fiscalizar o andamento dos ofícios de Justiça, ação que se faz por meio de correição e, para isso, ele conta com uma equipe constituída de juízes assessores e auxiliares, que, além de proceder às correições, são especializados por área do Direito e responsáveis em oferecer pareceres ao Corregedor.

## Os desembargadores do Tribunal de Justiça
De acordo com o direito brasileiro, o membro de um Tribunal de Justiça é um magistrado ou juiz de segundo grau chamado de desembargador.
O número dos membros do Tribunal de Justiça varia de acordo com as normas internas de cada estado da Federação que, de acordo com o art. 125 da Constituição Federal brasileira, possuem autonomia para legislar sobre esse assunto.

### Distribuição do número de desembargadores por Tribunal de Justiça
O Brasil, por ser um Estado Federal, confere autonomia para que os estados federados possam legislar regionalmente sobre vários aspectos de seus Tribunais de Justiça, inclusive definindo a quantidade de membros.
Atualizado até novembro de 2023:
| Unidade federativa  | Nome de Tribunal de Justiça                               | Data de criação         | Número de desembargadores | Mapa     | Atual presidente                         | Referências  |
| ------------------- | --------------------------------------------------------- | ----------------------- | ------------------------- | -------- | ---------------------------------------- | ------------ |
| Acre                | Tribunal de Justiça do Estado do Acre                     | 15 de junho de 1963     | 12                        | Acre     | Regina Ferrari                           | [ 6 ] [ 7 ]  |
| Alagoas             | Tribunal de Justiça do Estado de Alagoas                  | 1 de julho de 1892      | 18                        | Alagoas  | Fernando Tourinho de Omena Souza         | [ 8 ]        |
| Amapá               | Tribunal de Justiça do Estado do Amapá                    | 25 de janeiro de 1991   | 9                         | Alagoas  | Adão Carvalho                            | [ 9 ] [ 10 ] |
| Amazonas            | Tribunal de Justiça do Estado do Amazonas                 | 4 de julho de 1891      | 26                        | Amazonas | Nélia Caminha Jorge                      | [ 11 ]       |
| Bahia               | Tribunal de Justiça do Estado da Bahia                    | 7 de março de 1609      | 70                        | Bahia    | Cynthia Maria Pina Resende               | [ 12 ]       |
| Ceará               | Tribunal de Justiça do Estado do Ceará                    | 3 de fevereiro de 1874  | 53                        |          | Antônio Abelardo Benevides Moraes        | [ 13 ]       |
| Distrito Federal    | Tribunal de Justiça do Distrito Federal e dos Territórios | 21 de abril de 1960     | 48                        |          | José Cruz Macedo                         | [ 14 ]       |
| Espírito Santo      | Tribunal de Justiça do Estado do Espírito Santo           | 4 de julho de 1891      | 30                        |          | Fabio Clem de Oliveira                   | [ 15 ]       |
| Goiás               | Tribunal de Justiça do Estado de Goiás                    | 1 de maio de 1874       | 78                        |          | Carlos Alberto França                    | [ 16 ]       |
| Maranhão            | Tribunal de Justiça do Estado do Maranhão                 | 04 de novembro de 1813  | 33                        |          | Paulo Sérgio Velten Pereira              | [ 17 ]       |
| Mato Grosso         | Tribunal de Justiça do Estado de Mato Grosso              | 6 de agosto de 1873     | 39                        |          | Clarice Claudino da Silva                | [ 18 ]       |
| Mato Grosso do Sul  | Tribunal de Justiça do Estado de Mato Grosso do Sul       | 11 de outubro 1977      | 37                        |          | Sérgio Fernandes Martins                 | [ 19 ]       |
| Minas Gerais        | Tribunal de Justiça do Estado de Minas Gerais             | 6 de agosto de 1873     | 150                       |          | José Arthur Filho                        | [ 20 ]       |
| Pará                | Tribunal de Justiça do Estado do Pará                     | 3 de fevereiro de 1874  | 30                        |          | Maria de Nazaré Silva Gouveia dos Santos | [ 21 ]       |
| Paraíba             | Tribunal de Justiça do Estado da Paraíba                  | 30 de setembro de 1891  | 26                        |          | João Benedito da Silva                   | [ 22 ]       |
| Paraná              | Tribunal de Justiça do Estado do Paraná                   | 12 de junho de 1891     | 135                       |          | Luiz Fernando Tomasi Keppen              | [ 23 ]       |
| Pernambuco          | Tribunal de Justiça do Estado de Pernambuco               | 06 de fevereiro de 1821 | 58                        |          | Luiz Carlos de Barros Figueirêdo         | [ 24 ]       |
| Piauí               | Tribunal de Justiça do Estado do Piauí                    | 05 de maio de 1902      | 22                        |          | Hilo de Almeida Sousa                    | [ 25 ]       |
| Rio de Janeiro      | Tribunal de Justiça do Estado do Rio de Janeiro           | 15 de março de 1975     | 210                       |          | Ricardo Rodrigues Cardozo                | [ 26 ]       |
| Rio Grande do Norte | Tribunal de Justiça do Estado do Rio Grande do Norte      | 9 de junho de 1892      | 15                        |          | Amílcar Maia                             | [ 27 ]       |
| Rio Grande do Sul   | Tribunal de Justiça do Estado do Rio Grande do Sul        | 3 de fevereiro de 1874  | 170                       |          | Iris Helena Medeiros Nogueira            | [ 28 ]       |
| Rondônia            | Tribunal de Justiça do Estado de Rondônia                 | 22 de dezembro de 1981  | 21                        |          | Raduan Miguel Filho                      | [ 29 ]       |
| Roraima             | Tribunal de Justiça do Estado de Roraima                  | 25 de abril de 1991     | 10                        |          | Jésus Nascimento                         | [ 30 ]       |
| Santa Catarina      | Tribunal de Justiça do Estado de Santa Catarina           | 28 de agosto de 1891    | 96                        |          | Francisco Oliveira Neto                  | [ 31 ]       |
| São Paulo           | Tribunal de Justiça do Estado de São Paulo                | 8 de dezembro de 1891   | 360                       |          | Fernando Antonio Torres Garcia           | [ 32 ]       |
| Sergipe             | Tribunal de Justiça do Estado de Sergipe                  | 18 de maio de 1892      | 15                        |          | Ricardo Múcio Santana de Abreu Lima      | [ 33 ]       |
| Tocantins           | Tribunal de Justiça do Estado de Tocantins                | 06 de janeiro de 1989   | 12                        |          | Etelvina Maria Sampaio Felipe            | [ 34 ]       |

### Alteração do número de membros do Tribunal de Justiça
O número dos membros do Tribunal de Justiça será majorado somente se o total de processos distribuídos e julgados, durante o ano anterior, superar o índice de trezentos feitos por Juiz e dependerá de proposta do Tribunal de Justiça, ou de seu órgão especial, a alteração numérica dos membros do próprio tribunal ou dos tribunais inferiores de segunda instância e dos juízes de Direito de primeira instância, segundo a lei complementar 35/69. 

## Atribuições
Os juízes de primeiro grau são os responsáveis em processar e julgar ações em primeira instância. Após a sentença, caso uma das partes não concorde com a decisão do julgamento, ela tem o direito de ingressar com recurso em segunda instância. Nesse caso, o processo será julgado novamente, só que, dessa vez, por um colegiado de desembargadores, que se dividem em Câmaras. Eles emitem seus votos, mantendo ou não decisão proferida em primeira instância. A decisão em segunda instância é chamada de acórdão. 
Além dessa atribuição recursal, os Tribunais de Justiça também julgam causas que são originárias a sua competência, ou seja, se iniciam diretamente no Tribunal, não passando por juiz de primeira instância. 
Como exemplos podem ser citados mandados de segurança contra atos de juiz de primeira instância subordinado ao tribunal e crimes de competência estadual contra Prefeitos. 
Todos os julgamentos do poder judiciário são públicos e suas decisões devem ser fundamentadas, sob pena de serem declaradas nulas.